# Without your love (canción de André)
«Without your love» fue la canción armenia en el Festival de la Canción de Eurovisión 2006, el debut de Armenia en el Festival. Interpretada en inglés por André, abrió la semifinal (seguido de Mariana Popova de Bulgaria con "Let me cry") antes de ser interpretada en la última posición en la final (siguiendo a Sibel Tüzün de Turquía con "Süper Star"), habiendo calificado en 6.º lugar con 150 puntos.
En la final, André recibió 129 puntos, incluyendo el máximo de 12 puntos de Rusia y 10 de Turquía, terminó en 8.º lugar y aseguró un lugar para Armenia en la final del Festival de la Canción de Eurovisión 2007.
La canción es un número de baile energético, con influencias de estilos étnicos que han probado ser populares en años recientes. De hecho, algunos lo han comparado con la interpretación de Sertab Erener en el 2003, ya que la presentación incluía "cuerdas" y "cintas" con las que André y sus bailarinas se suspendían en diferentes momentos de la canción.
Líricamente, André canta sobre estar sin el amor de alguien más y las preguntas que atraviesan su mente en estas situación. Algunas de estas preguntas no tienen sentido gramatical perfecto en inglés ("What I have in my mind without your love?"), pero el significado es claro.
Fue seguida como representante armenio en el Festival de la Canción de Eurovisión 2007 por Hayko con "Anytime You Need".
| Predecesor: Primera aparición | Armenia en el Festival de Eurovisión 2006 | Sucesor: "Anytime you need" Hayko |

- Datos: Q889159